# Sulphide Pass
Der Sulphide Pass (englisch für Sulfidpass) ist ein Bergsattel im ostantarktischen Viktorialand. In der Royal Society Range liegt er 6 km östlich des Mount Rucker auf dem Rucker Ridge
Das New Zealand Antarctic Place-Names Committee benannte ihn 1980. Namensgebend ist eine hier gefundene Bänderung aus pyrithaltigem Schiefergestein, die bei mechanischer Bearbeitung einen klassischen Schwefelgeruch von sich gibt.